# کماندوها: خاستگاه
کماندوها: خاستگاه (به انگلیسی: Commandos: Origins) یک بازی ویدئویی به سبک تاکتیک هم‌زمان است که توسط کلیمور گیمز استودیوز توسعه یافته و به‌وسیلهٔ کالیپسو مدیا منتشر شده است. این بازی که به عنوان احیایی از مجموعه بازی‌های کماندوها به‌شمار می‌رود، در تاریخ ۹ آوریل ۲۰۲۵ برای پلی‌استیشن ۵، ایکس‌باکس سری اکس/اس و مایکروسافت ویندوز عرضه شد. این نسخه پیش‌درآمدی بر عنوان کماندوها: پشت خطوط دشمن (۱۹۹۸) است، که داستان آن تشکیل تیم کماندوها را روایت می‌کند.

## روندبازی
کماندوها: خاستگاه یک بازی تاکتیک هم‌زمان است که از زاویهٔ دید ایزومتریک دنبال می‌شود. بازیکن کنترل جوخه‌ای از متخصصان نخبه را بر عهده دارد که وظیفه دارند برای انجام مأموریت‌های خود به مجتمع‌های نظامی نفوذ کنند. بازیکنان باید برای پیشرفت، به استفاده از تاکتیک‌های مخفی‌کاری، اجتناب از دید دشمن یا از بین بردن آن‌ها در خفا تکیه کنند. در بازی شش کلاس متفاوت وجود دارد: کلاه سبز، تک‌تیرانداز، تخریب‌چی، راننده، غواص و جاسوس، که هر کدام توانایی‌ها و گجت‌های منحصر به فرد خود را دارند. نقشه‌های موجود در بازی بزرگ و وسیع هستند، و نقاط ورودی متعددی را برای رسیدن به اهداف در اختیار بازیکنان قرار می‌دهند. بازیکنان می‌توانند بازی را برای مدت کوتاهی پاز کنند، حرکات چندین شخصیت را برنامه‌ریزی کرده و همزمان آن‌ها را اجرا کنند. هر نقشه چندین هدف اختیاری برای انجام در اختیار بازیکنان قرار می‌دهد. بازی همچنین دارای حالت چندنفره گروهی کو-آپ است.